# Parádsasvár
Parádsasvár è un comune dell'Ungheria di 568 abitanti (dati 2001). È situato nella contea di Heves.